# Horná Seč
Horná Seč – wieś (obec) na Słowacji położona w kraju nitrzańskim, w powiecie Levice. Pierwsze wzmianki o miejscowości pochodzą z roku 1355. 
Według danych z dnia 31 grudnia 2012, wieś zamieszkiwało 530 osób, w tym 293 kobiety i 237 mężczyzn.
W 2001 roku rozkład populacji względem narodowości i przynależności etnicznej wyglądał następująco:
- Słowacy – 74,79%
- Czesi – 1,46%
- Niemcy – 0,21%
- Romowie – 0,21%
- Węgrzy – 23,13%

Ze względu na wyznawaną religię struktura mieszkańców kształtowała się w 2001 roku następująco:
- Katolicy rzymscy – 26,04%
- Grekokatolicy – 0,21%
- Ewangelicy – 18,75%
- Ateiści – 14,58%
- Nie podano – 2,29%